# Eulimnia
Eulimnia är ett släkte av tvåvingar. Eulimnia ingår i familjen kärrflugor.
Kladogram enligt Catalogue of Life:
| Eulimnia | \| \| Eulimnia milleri \| \| \| \| \| \| Eulimnia philpotti \| \| \| \| |
|          | \| \| Eulimnia milleri \| \| \| \| \| \| Eulimnia philpotti \| \| \| \| |
|          | Eulimnia milleri                                                        |
|          |                                                                         |
|          | Eulimnia philpotti                                                      |
|          |                                                                         |